# کاکتوس‌های کنسوله
کاکتوس‌های کنسوله (نام علمی: Consolea) نام یک سرده از زیرخانواده انجیری‌واران است.